# Медаль «За службу в резерве вооружённых сил» (США)
Медаль «За службу в резерве вооружённых сил» — американская военная награда, учреждённая 25 сентября 1950 года согласно приказу EO 10163. Последние изменения в положение о медали были внесены поправкой № 13013 от 6 августа 1996 год. Дизайн медали разработан Институтом Геральдики Вооруженных Сил США.

## Статут
Медаль вручается офицерам и нижним чинам частей резерва, прослужившим в резерве не менее 12 и 10 лет соответственно. Медаль могут получать так же те, кто хотя бы один день, начиная с 1 августа 1990 года, находились на активной службе в зоне ведения боевых действий, а также при ликвидации непредвиденных обстоятельств или чрезвычайных ситуаций. Эта медаль существует в шести вариантах — для армейского резерва, резерва ВВС, резерва ВМФ, резерва береговой охраны, резерва морской пехоты, резерва Национальной гвардии.

## Описание
Аверсы медали для всех видов Вооруженных сил одинаковы, а реверсы различаются.

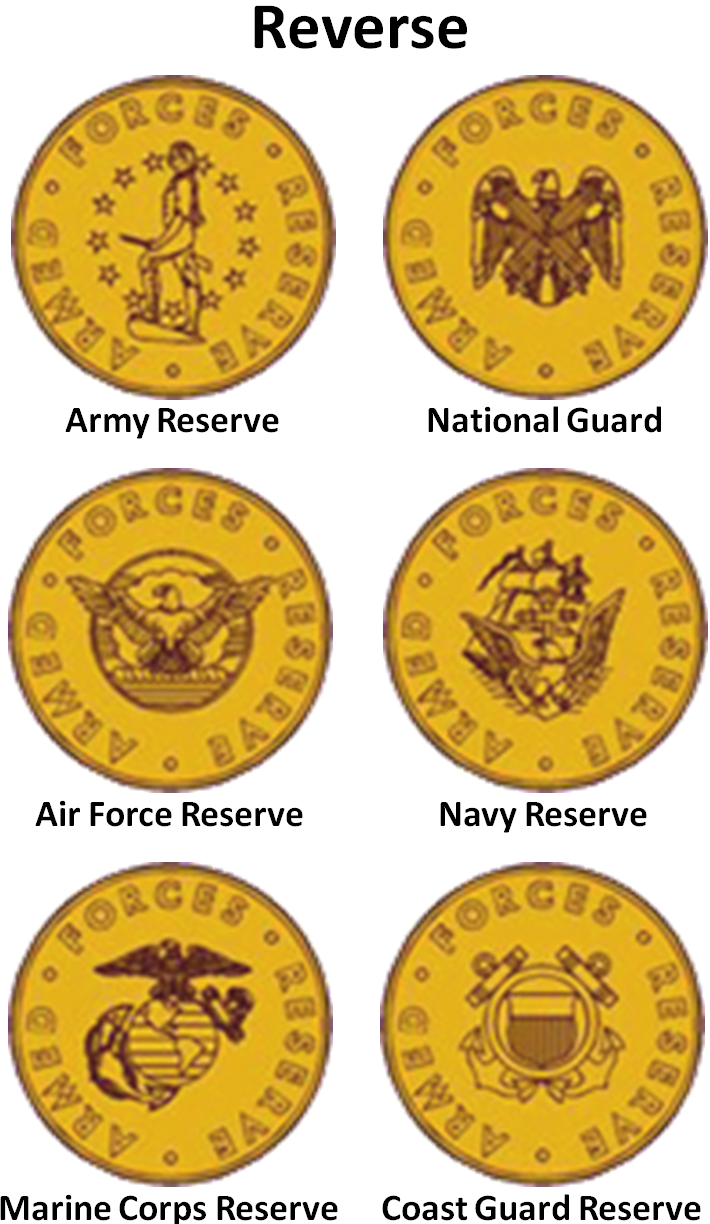
Шесть вариаций реверсов медали

К ленте медали предусмотрено крепление следующих знаков:
«Песочные часы»
| «Песочные часы» | Годы службы | Пример                  |
| --------------- | ----------- | ----------------------- |
| Бронзовые       | 10          | Bronze Hourglass Device |
| Серебряные      | 20          | Silver Hourglass Device |
| Золотые         | 30          | Gold Hourglass Device   |

До 1996 года на ленту крепился бронзовый значок в форме песочных часов за длительную службу при разного рода непредвиденных обстоятельствах. Начиная с 1996 года бронзовые песочные часы стали крепиться за 10 лет службы в резерве ВС, серебряные — за последующие 10 лет, золотые — за очередные 10 лет. Кроме того, установлено, что за 40 лет службы в резерве на ленте можно носить одновременно бронзовые и золотые песочные часы.
Mobilization «M»

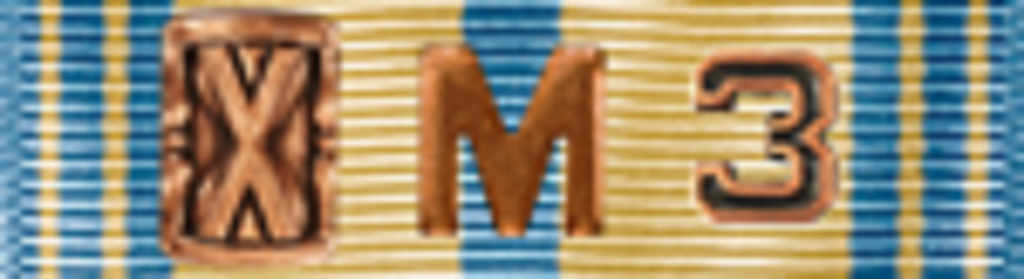
Комбинация из знака Mobilization «M», песочных часов и бронзовая цифра, обозначающая третье участие в кампании

С 1996 года на ленте медали установлено ношение бронзовой буквы «М» для тех резервистов, которые были мобилизованы и прослужили хотя бы один день в составе действующей армии и при ликвидации непредвиденных обстоятельств, начиная с 1 августа 1990 года. Такими кампаниями на данный момент являются действия Вооруженных Сил США в Персидском заливе, Сомали, Гаити и Югославии. При этом значок «М» на ленте крепится в единственном числе, вне зависимости от количества кампаний, в которых участвовал награждённый.
Arabic Numerals
В том случае, если резервист участвовал в следующих кампаниях, по их квалификации дающих право на ношение бронзовой буквы «М», на ленту после значка «М» ему разрешается крепление бронзовой арабской цифры, обозначающей вторичное (2), третье (3) и т. д. участие в очередной кампании.
| Список операций                                                                    | Место             |
| ---------------------------------------------------------------------------------- | ----------------- |
| Операции DESERT SHIELD и DESERT STORM                                              | Персидский залив  |
| Операция RESTORE HOPE                                                              | Сомали            |
| Операция UPHOLD DEMOCRACY                                                          | Гаити             |
| Операции JOINT ENDEAVOR, JOINT GUARD, и JOINT FORGE                                | Босния            |
| Операции DESERT FOX, NORTHERN WATCH, и SOUTHERN WATCH                              | Персидский залив  |
| Операция ALLIED FORCE                                                              | Косово            |
| Операции NOBLE EAGLE, ENDURING FREEDOM, IRAQI FREEDOM, INHERENT RESOLVE и NEW DAWN | Афганистан и Ирак |